# جبل صبحا
جبل صبحا جبل يقع في هضبة نجد وسط المملكة العربية السعودية.
عرف قديمًا بيْذبُل وضرب به المثل في الضخامة والارتفاع٬ وهو أعلى قمة في منطقة الرياض٬ يصل ارتفاعه إلى 1524 متر فوق سطح البحر٬ ويشرف على عدد من القرى الصغيرة إلى الشرق منه٬ وإضافة إلى ارتفاعه عما يجاوره يتميز هذا الجبل بصخوره الجرانيتية الوردية وشكله المميز٬ ويمكن الوصول إليه عبر طريق بيضاء نثيل - الحفيرة الواقع إلى الشرق من مدينة القويعية.